# Romário Guilherme dos Santos
Romário Guilherme dos Santos, mais conhecido como Romário, (Diadema, 13 de março de 1992) é um futebolista brasileiro que atua como lateral-esquerdo. Atualmente, joga no Sobradinho.

## Carreira
No começo de 2018 assinou contrato com o Santos até o final de 2022.
Em março de 2018, sem espaço no Santos, Romário foi emprestado até dezembro de 2018, para o Ceará.
Em 2023 acertou sua ida ao ABC.
Em 2025 assinou com o Sobradinho.

## Títulos
Atlético Goianiense
- Campeonato Brasileiro Série B: 2016

Ceará
- Campeonato Cearense: 2017, 2018

Red Bull Brasil
- Campeonato Paulista do Interior: 2019